# 3930 Vasilev
3930 Vasilev este un asteroid din centura principală, descoperit pe 25 octombrie 1982 de Liudmila Juravliova.